# آل‌سنجق
آل‌سَنجَق (آل‌سانجاک) یک محله بزرگ در مرکز شهر ازمیر، ترکیه است که جزوی از منطقه شهری کوناک به‌شمار می‌آید. منطقه کوناک مرکز تاریخی شهر ازمیر است. نام آل‌سنجق در ترکی به معنی «پرچم سرخ» است و به پرچم جمهوری ترکیه اشاره دارد.

## بررسی اجمالی

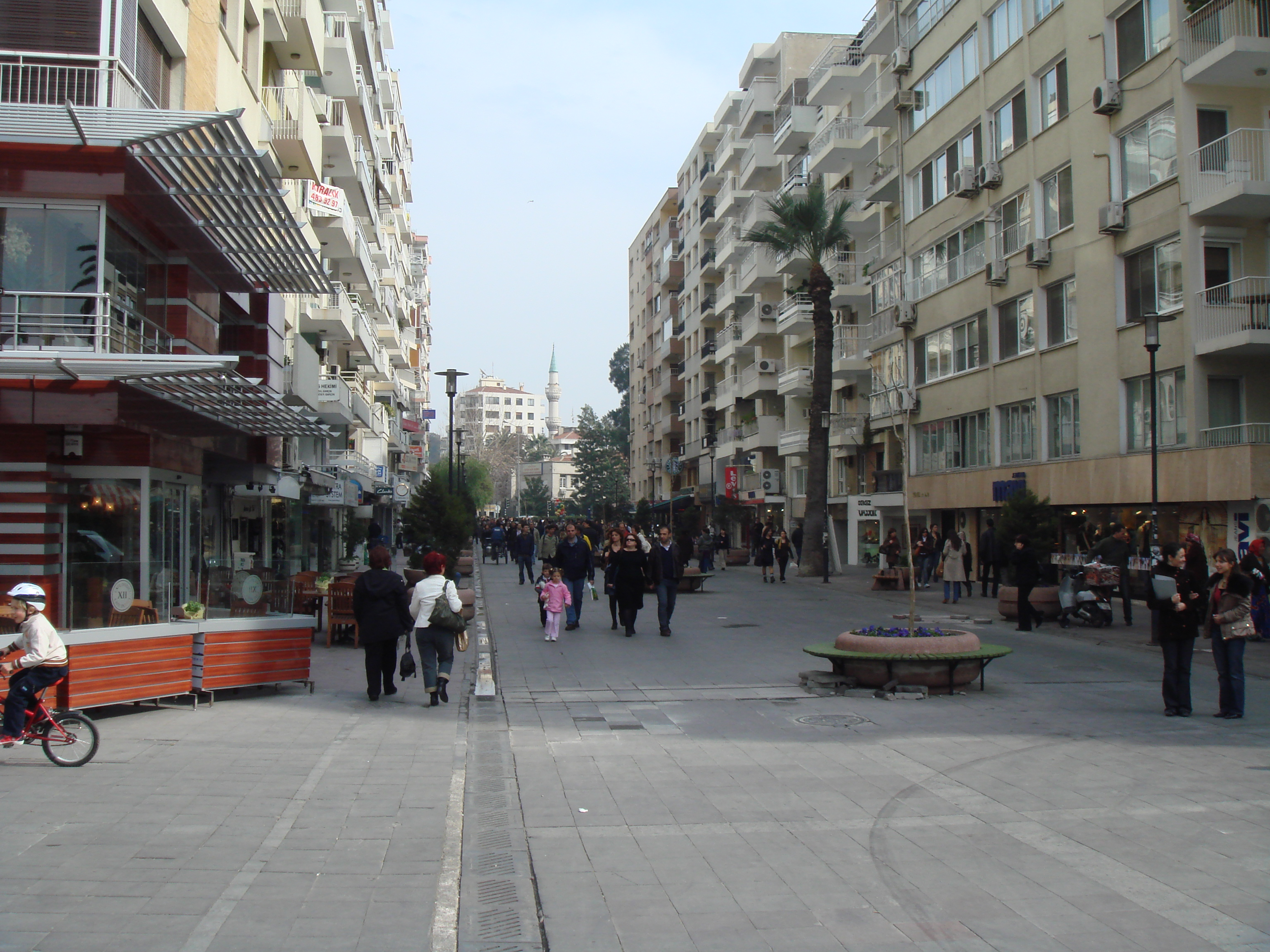
خیابان شهیدان قبرس (Kıbrıs Şehitleri)، خیابان اصلی آل‌سنجق.

محدوده آل‌سنجق از نوک سواحل جنوبی خلیج ازمیر، از نزدیک میدان تاریخی کوناک و اسکله قرن نوزدهمی «اسکله پاسپورت» شروع شده و در امتداد یک خیابان ساحلی و تفرجگاهی به طول ۳۲۰۰ متر به نام «کوردون» (مشخصا «کوردون اول») ادامه پیدا کرده و دست آخر به محله بورنوا می‌رسد که در شرق و در انتهای آب‌های خلیج ازمیر جای گرفته‌است.
در داخل محدوده آل‌سنجق به‌جز آل‌سنجق اصلی، پنج برزن به نام‌های عُمربیگ، کولتور، معمار سنان، عصمت کاپیتان و آق‌دنیز در امتداد ساحل یافت می‌شود.
در زمان عثمانی، این منطقه "لا پونتا" نامیده می‌شد که کلمه ای ایتالیایی به معنای "دماغه" است. این نام در منابع فرانسوی به صورت «لا پوآن» La Pointe ذکر شده و منطقه نسبتاً اعیان‌نشین شهر به‌شمار می‌آمد..

## جنبه‌های فیزیکی

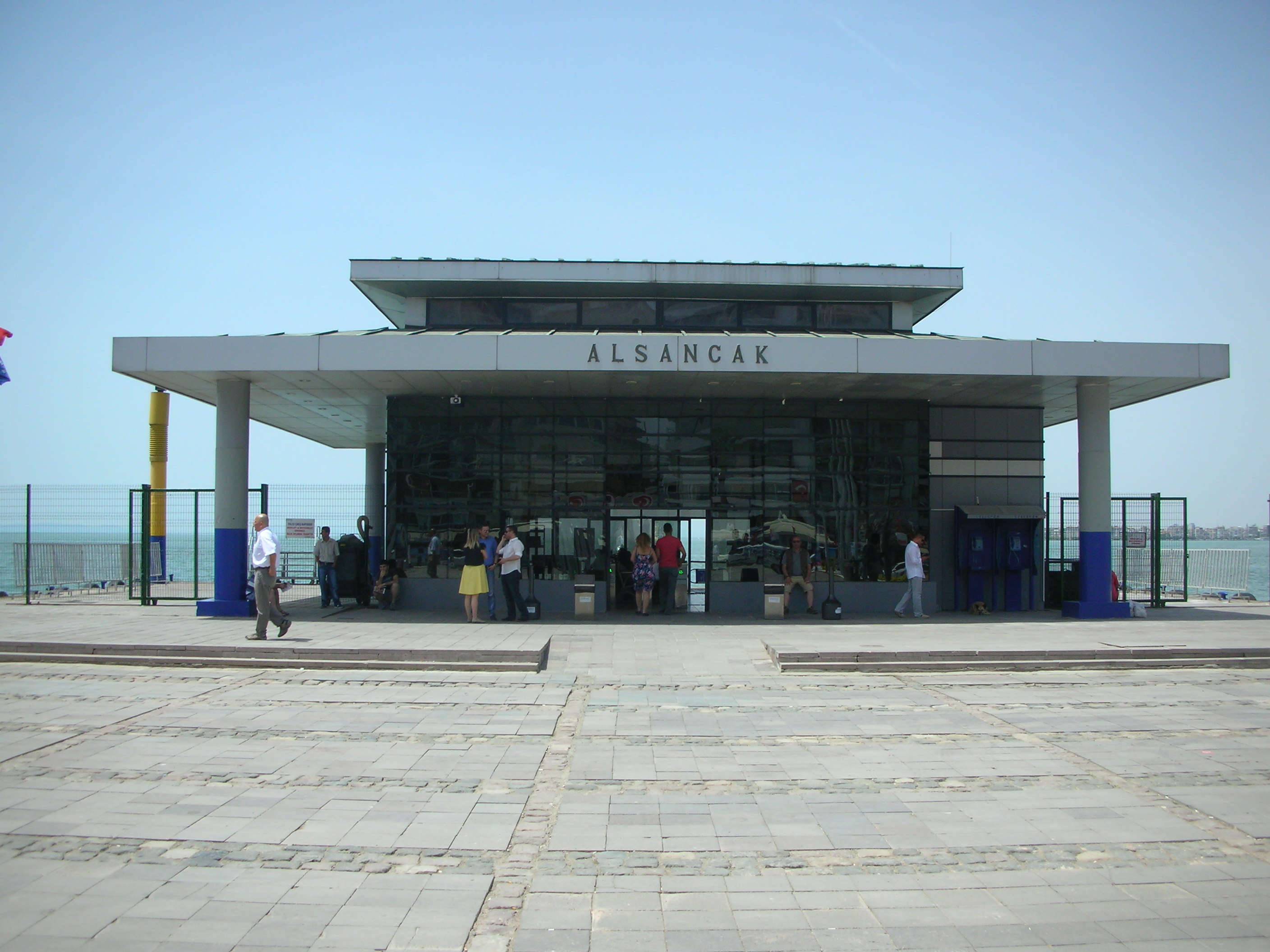
نمایی از اسکله آل‌سنجق در کوردون در سال ۲۰۱۵

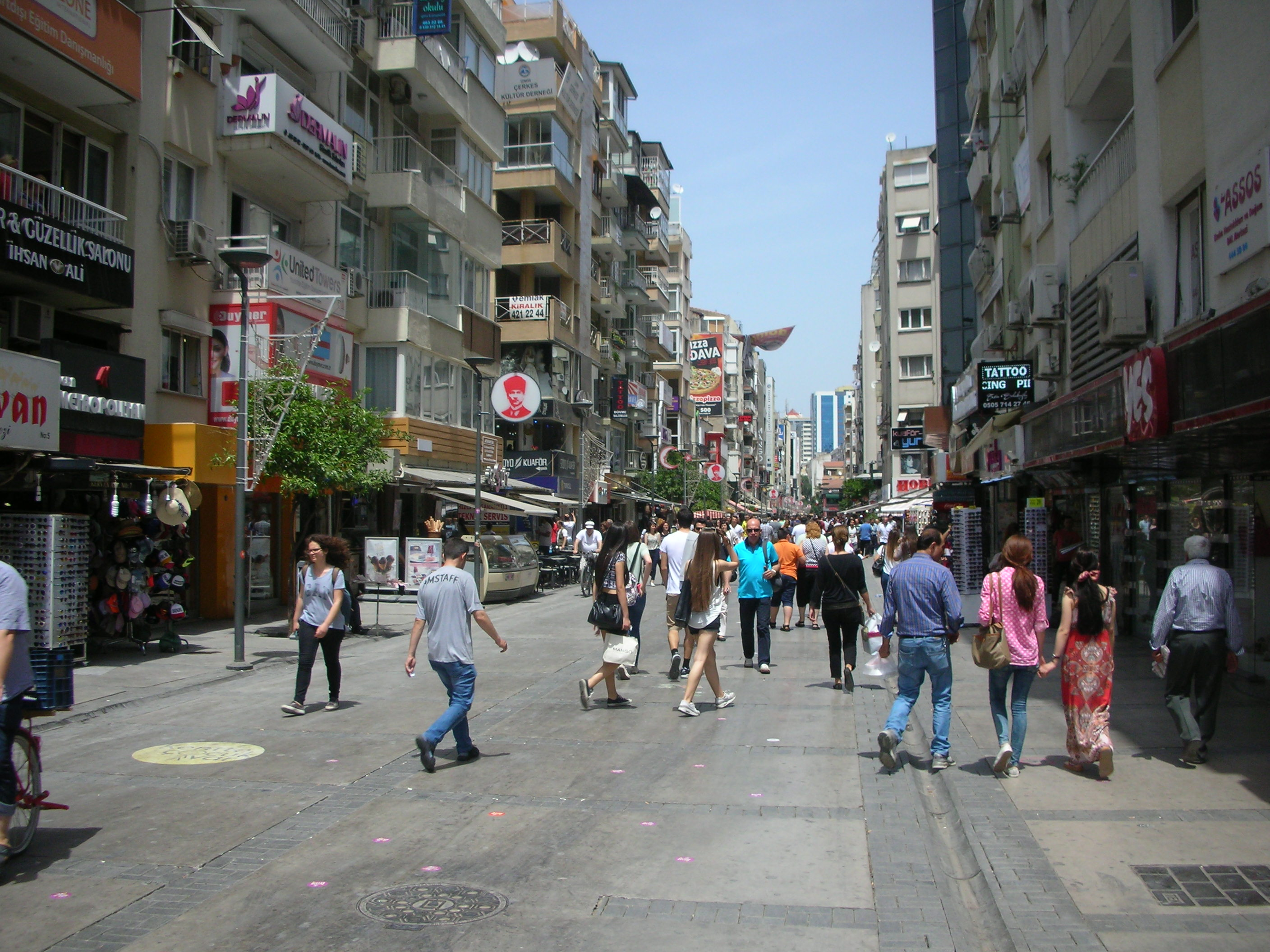
جاده شهیدان قبرس، محبوب‌ترین خیابان آل‌سنجق است.

دو خیابان بزرگ به موازات خط ساحلی به نام‌های کوردون اول و کوردون دوم (به ترکی استانبولی: Birinci Kordon and İkinci Kordon))، راه‌های شریانی اصلی این محله را تشکیل می‌دهند. این محدوده، منطقه‌ای هموار واقع در دشت آبرفتی است با خیابان‌های خوش‌طرح، بلوک‌های آپارتمانی مدرن و فروشگاه‌های گران و همچنین شلوغ‌ترین ساختمان‌های اداری، از جمله کنسولگری‌ها.
دو هتل بزرگ با همکاری نام‌های تجاری بین‌المللی این صنعت، یعنی سوئیس‌اوتل و هیلتون، در انتهای منطقه کوناک، درست پشت میدان جمهوری واقع شده‌اند. در این محل، فضایی وسیع سنگ‌فرشی قرار دارد با بلوار ساحلی و مجسمه سوارکاری آتاتورک که به افتخار او موزه‌ای نیز در محوطه یک عمارت سابق در انتهای شرقی آل‌سنجق وجود دارد.
ساختمان موزه آتاتورک، که بازمانده اقامتگاه‌های ساحلی دوطبقه پلکانی در دهه‌های اخیر است به بازدیدکنندگان این فرصت را می‌دهد تا نگاهی اجمالی به زندگی ثروتمندان در ازمیر در قرن نوزدهم داشته باشند.
بسیاری از رستوران‌ها، بارها، کافه‌ها، دیسکوها و سایر مکان‌های تفریحی در آل‌سنجق متمرکز شده‌اند که به‌طور فزاینده‌ای در ردیف‌های دست‌نخورده ساختمان‌های قدیمی‌تر و سنتی‌تر یک یا دو طبقه که در خیابان‌های کوچک‌تر داخلی یافت می‌شوند و اغلب به‌طور خاص برای این اهداف بازسازی می‌شوند. پارک کولتور و نمایشگاه بین‌المللی ازمیر نیز در نزدیکی منطقه آل‌سنجق قرار دارند.
جدیدترین و پربازدیدترین کنیسه ازمیر، «شار هاشامیاییم» نیز در آل‌سنجق است که در آن تعداد فزاینده ای از یهودیان باقی مانده شهر زندگی می‌کنند و از محله سنتی خود یعنی کاراتاش به اینجا نقل مکان می‌کنند.
بندر ازمیر، ورزشگاه آل‌سنجق ازمیر و ایستگاه راه‌آهن آل‌سنجق نیز در آل‌سنجق قرار دارند.

## ایستگاه راه‌آهن آل‌سنجق و اسکله
ایستگاه راه‌آهن آل‌سنجق (به ترکی: Alsancak Tren Garı) قدیمی‌ترین ایستگاه راه‌آهن ترکیه است که توسط «شرکت راه‌آهن شرقی» (ORC) که در سال ۱۸۵۶ تأسیس شد، برای ساخت یک خط راه‌آهن از ازمیر به آیدین ساخته شد. ساختمان اصلی ایستگاه در سال ۱۸۵۸ تکمیل شد و خط به آیدین در سال ۱۸۶۶ افتتاح شد. در سال ۲۰۰۱ ایستگاه از ۴ مسیر و ۲ سکو به ۱۰ مسیر و ۶ سکو گسترش یافت. در سال ۲۰۰۶ به دلیل پروژه توسعه مترو ازمیر، این ایستگاه به روی ترافیک مسافران بسته شد. این ایستگاه به حمل و نقل بار ادامه می‌دهد و به بندر متصل است که یک ورودی درست در آن طرف خیابان دارد.
یکی از اسکله‌های خدمات کشتی شهری ازمیر نیز در آل‌سنجق قرار دارد که به همین نام به نام Alsancak Quay ترکی استانبولی: Alsancak İskelesi. کشتی‌ها در اینجا بین کوناک و پاساپورت به سمت غرب و منطقه شلوغ مسکونی و خرید کارشیاکا در ساحل مقابل عبور می‌کنند.